# Stade Charles-Mathon
Das Stade Charles-Mathon ist ein Rugby-Stadion in der französischen Stadt Oyonnax im Département Ain, Region Auvergne-Rhône-Alpes, im Osten des Landes. Es befindet sich am südlichen Rand des Stadtzentrums und ist die Heimspielstätte des Rugby-Union-Clubs Oyonnax Rugby, der gegenwärtig in der höchsten französischen Liga Top 14 vertreten ist. 

## Geschichte
Das Stadion bietet gegenwärtig Platz für 11.400 Zuschauer und verfügte bis in die 2010er Jahre über eine Leichtathletikanlage. Eröffnet wurde die Anlage 1939; eine Renovierung erfolgte 1983, eine Erweiterung im Jahr 2005. In den 2010er Jahren wurde sie renoviert und erweitert. Benannt ist die Sportstätte nach Charles Mathon, der in den 1920er und 1930er Jahren für den Verein spielte.

## Tribünen
Mit der Teilnahme von USO an der Top 14 2013/14, Frankreichs höchster Rugby-Union-Liga, wurde das Platzangebot von 8.670 Sitzplätzen auf 11.400 Plätze mit 10.000 Sitzplätzen gesteigert. Hinter der Südtribüne liegt eine Leichtathletikanlage namens Stade Christophe Lemaitre. 2015 wurde ein Kunstrasen auf dem Spielfeld verlegt.
- Tribune Mathon: West, 2208 Plätze (2013 renoviert und 2014 ausgebaut, einschließlich der Logen und der Panorama-Lounge)
- Tribune Ponceurs: Ost, 3842 Plätze (2011 renoviert)
- Tribune En-But Sud: Süd, 3994 Plätze (2013/14 gebaut, 2016/17 ausgebaut)
- Tribune En-But Nord: Nord, 1000 Plätze (2015/16 gebaut)

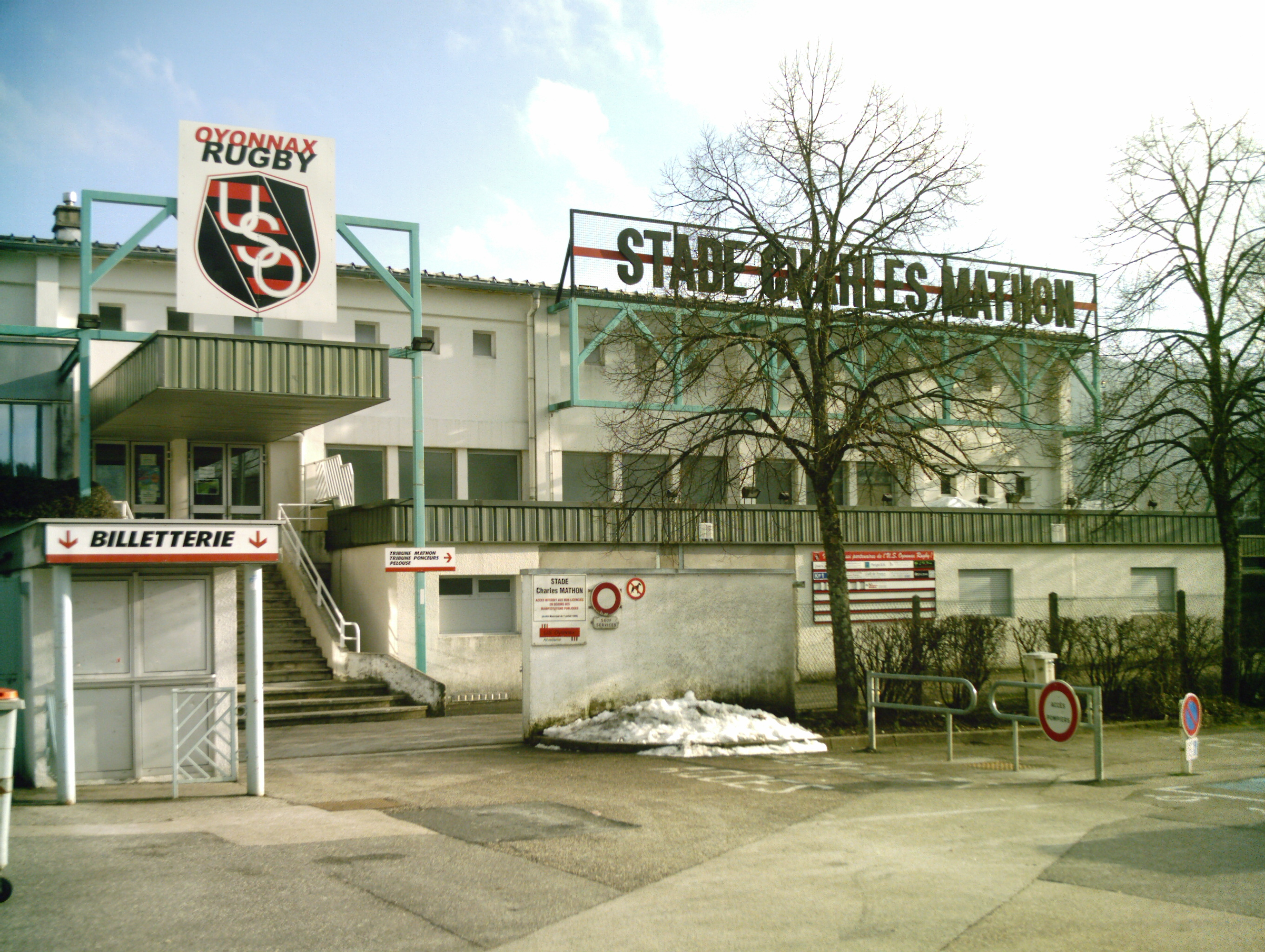
Der Haupteingang im Februar 2010
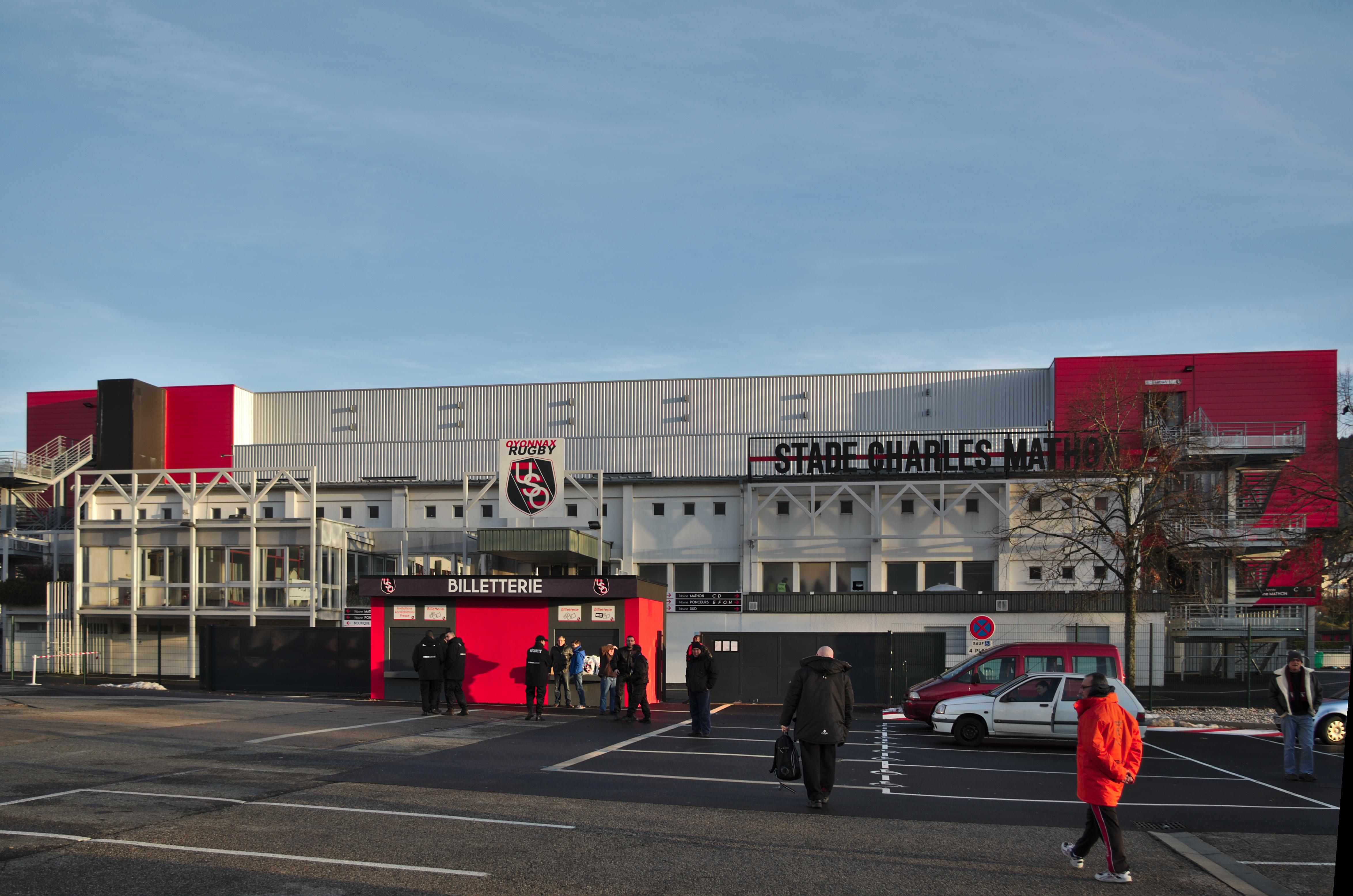
Eingang im Dezember 2013